# 法國新百科全書
《法國新百科全書》，全稱為《新百科全書：哲學、科學、文學及工業，備有在16世紀的人類知識列表的辭典》是法國出版的一本百科全書，共三冊，由法國哲學家彼埃爾·勒魯和讓·雷諾贊助，於1839年至1840年出版。它反映了彼埃爾·勒魯和讓·雷諾的社會主義的哲學。

## 有關文獻
- Marisa Forcina, I diritti dell’esistente : la filosofia della "Encyclopédie nouvelle" (1833-1847), Lecce: Milella, 1987. ISBN 8870481387